# 体面
| ウィキペディアには「体面」という見出しの百科事典記事はありません（タイトルに「体面」を含むページの一覧/「体面」で始まるページの一覧）。 代わりにウィクショナリーのページ「体面」が役に立つかもしれません。 |